# Ernő Rubik
Ernő Rubik (maďarsky Rubik Ernő, 13. července 1944) je maďarský vynálezce, sochař a profesor architektury. Je znám jako tvůrce mechanických hlavolamů, především Rubikovy kostky (1974) nebo Rubikova hada.
Ernő Rubik se narodil v maďarské Budapešti 13. července 1944 během 2. světové války. Jeho otec Ernő Rubik byl letovým inženýrem u letadlové společnosti v Ostřihomi a jeho matka byla básnířka. Ernő Rubik promoval na Technické univerzitě v Budapešti (Műszaki Egyetem) v roce 1967. V letech 1971 až 1975 pracoval jako profesor na budapešťské univerzitě aplikovaného umění (Iparművészeti Főiskola). Pro své žáky při hodinách matematiky místo úloh a rovnic dával za úkol složit jím vyrobené hlavolamy, což se ukázalo jako osvědčená technika vyučování.